# چوسوفوی
شهر چوسوفوی (به روسی: Чусовой) در کشور روسیه و در کرای پرم واقع شده‌است.